# Rupēs di Marte
Segue una lista delle rupēs presenti sulla superficie di Marte. La nomenclatura di Marte è regolata dall'Unione Astronomica Internazionale; la lista contiene solo formazioni esogeologiche ufficialmente riconosciute da tale istituzione.
Le rupēs di Marte portano il nome di albedo presenti sulle mappe marziane di Eugène Michel Antoniadi e Giovanni Virginio Schiaparelli che a loro volta si rifacevano a termini della cultura classica greca e romana.

## Prospetto
| Rupes             | Eponimo | Latitudine | Longitudine | Diametro   |
| ----------------- | --- | ---------- | ----------- | ---------- |
| Amenthes Rupes    | Amenthes | 1,51° N    | 110,68° E   | 335,25 km  |
| Argyre Rupes      | Argyre | 62,15° S   | 291,25° E   | 335,42 km  |
| Arimanes Rupes    | Angra Mainyu - Spirito malvagio dello zoroastrismo.                                                                                   | 9,84° S    | 212,3° E    | 192,67 km  |
| Avernus Rupes     | Avernus | 9,2° S     | 172,8° E    | 223,32 km  |
| Bosporos Rupes    | Bosforo - Il canale che unisce il Mar Nero al Mar di Marmara.                                                                         | 42,74° S   | 302,45° E   | 531,42 km  |
| Chalcoporos Rupēs | Chalcoporos | 55,64° S   | 20,57° E    | 404,98 km  |
| Claritas Rupes    | Claritas | 25,04° S   | 254,74° E   | 952,87 km  |
| Cydnus Rupēs      | Cidno - Fiume dell'odierna Turchia meridionale.                                                                                       | 52,53° N   | 112,21° E   | 1550,81 km |
| Elysium Rupes     | Elysium | 25,24° N   | 148,04° E   | 140,5 km   |
| Hephaestus Rupēs  | Efesto - Dio del fuoco nella mitologia greca.                                                                                         | 23,54° N   | 114,9° E    | 1707,44 km |
| Hiddekel Rupes    | Hiddekel - Fiume che nella Bibbia si dice avesse origine nell'Eden. Si ritiene corrisponda al Tigri.                                  | 16,77° N   | 16,47° E    | 313 km     |
| Icaria Rupes      | Icaria - Isola del Mar Egeo presso cui si inabissò Icaro.                                                                             | 35,79° S   | 220,32° E   | 159,81 km  |
| Morpheos Rupes    | Morfeo - Divinità dei sogni nella mitologia greca.                                                                                    | 36° S      | 125,58° E   | 404,15 km  |
| Nord Rupes        | Nord - Termine della lingua italiana che indica la direzione boreale, in prossimità del cui polo si trova questa struttura geologica. | 85,99° N   | 232,74° E   | 140 km     |
| Ogygis Rupes      | Ogygis | 33,03° S   | 305,47° E   | 184,23 km  |
| Olympia Rupēs     | Olympia | 86,04° N   | 174,16° E   | 1197,04 km |
| Olympus Rupes     | Olympus | 18,4° N    | 226,44° E   | 1914,77 km |
| Panchaia Rupēs    | Panchaia | 64,37° N   | 129,83° E   | 1113,4 km  |
| Phison Rupes      | Phison | 26,7° N    | 50,35° E    | 203,07 km  |
| Pityusa Rupes     | Pityusa | 63,96° S   | 28,32° E    | 430,14 km  |
| Phrixi Rupes      | Phrixi | 44,67° S   | 292,97° E   | 413,09 km  |
| Promethei Rupes   | Prometeo - Titano della mitologia greca.                                                                                              | 75,54° S   | 90,24° E    | 1379,21 km |
| Rupes Tenuis      | Tenuis | 81,6° N    | 274,53° E   | 669,03 km  |
| Tartarus Rupes    | Tartaro - Luogo tenebroso nella profondità del sottosuolo nella mitologia greca.                                                      | 6,5° S     | 175,71° E   | 97,46 km   |
| Thyles Rupes      | Thyles . Definito nel 1984 in sostituzione di Ultimi Cavi e Thyles Chasma.                                                            | 69,32° S   | 132,28° E   | 548,75 km  |
| Ulyxis Rupes      | Ulisse - Personaggio della mitologia greca.                                                                                           | 68,78° S   | 160,02° E   | 383,09 km  |
| Utopia Rupēs      | Utopia | 43,53° N   | 86,03° E    | 2492,68 km |

## Nomenclatura abolita
| Rupes          | Eponimo                                                        | Latitudine | Longitudine | Diametro | Motivazione                    |
| -------------- | -------------------------------------------------------------- | ---------- | ----------- | -------- | ------------------------------ |
| Ammonii Rupes  | Ammonii                                                        | 6,52° S    | 175,8° E    | 100 km   | Abolito.                       |
| Arena Rupes    | Arena                                                          | 13,35° N   | 70,5° E     | 375 km   | Modificato in Arnus Vallis.    |
| Cerberus Rupēs | Cerbero - Mostro a guardia degli inferi nella mitologia greca. | 8,3° N     | 164,6° E    | 1254 km  | Modificato in Cerberus Fossae. |